# Muscolo ciliare
Il  muscolo ciliare è il muscolo intrinseco dell'occhio all'interno del corpo ciliare che controlla l'accomodazione a distanza.

## Anatomia
Fa parte della tonaca vascolare del bulbo oculare, si ritrova adeso al corpo ciliare, da esso alcune fibre partono finendo sulla capsula del cristallino.

## Azione
La sua funzione è quella di regolare la vista, diminuendo il potere diottrico del cristallino per vedere a fuoco gli oggetti posti più lontano e aumentandolo per vedere a fuoco quelli più vicini; tale funzione è maggiore nei bambini, e minore negli anziani.